# Rajd Krakowski 1995
Rajd Krakowski 1995 – 20. edycja Rajdu Krakowskiego. Był to rajd samochodowy rozgrywany od 21 do 22 kwietnia 1995 roku. Była to pierwsza runda Rajdowych Samochodowych Mistrzostw Polski w roku 1995. Rajd składał się z dwudziestu dwóch odcinków specjalnych.

## Wyniki końcowe rajdu[1]
| Miejsce | Kierowca             | Pilot             | Samochód                    | Czas    | Strata | Grupa Klasa |
| ------- | -------------------- | ----------------- | --------------------------- | ------- | ------ | ----------- |
| 1       | Paweł Przybylski     | Krzysztof Gęborys | Ford Escort RS Cosworth     | 1:23:44 | -      | A8          |
| 2       | Stanislav Chovanec   | Henrich Kurus     | Ford Escort RS Cosworth     | 1:24:11 | +27    | A8          |
| 3       | Krzysztof Hołowczyc  | Maciej Wisławski  | Toyota Celica Turbo 4WD     | 1:24:15 | +31    | A8          |
| 4       | Jozef Beres          | Michal Koci       | Ford Escort RS Cosworth     | 1:25:45 | +2:01  | A8          |
| 5       | Robert Herba         | Andrzej Górski    | Mitsubishi Lancer Evo II    | 1:27:23 | +3:39  | A8          |
| 6       | Andrzej Chojnacki    | Jakub Mroczkowski | Ford Escort RS Cosworth     | 1:28:04 | +4:20  | N4          |
| 7       | Wiesław Stec         | Artur Skorupa     | Ford Escort RS Cosworth     | 1:28:29 | +4:45  | N4          |
| 8       | Romuald Chałas       | Zbigniew Atłowski | Ford Escort RS Cosworth     | 1:31:10 | +7:26  | N4          |
| 9       | Zenon Sawicki        | Jarosław Baran    | Ford Sierra RS Cosworth 4x4 | 1:36:10 | +12:26 | A8          |
| 10      | Janusz Kulig         | Dariusz Burkat    | Opel Astra GSi 16V          | 1:38:11 | +14:27 | N3          |
| 11      | Krzysztof Wołkowyski | Robert Domański   | Peugeot 309 GTI             | 1:38:50 | +15:06 | N3          |
| 12      | Wojciech Nosalik     | Eryk Szafrański   | Volkswagen Golf GTi 16V     | 1:38:51 | +15:07 | A7          |

1. 1 2  Nieliczony w klasyfikacji RSMP